# Agugliano
Agugliano es una ciudad de 4.542 habitantes y un municipio en la provincia de Ancona (AN), la cual forma parte de la región de Las Marcas en el centro este de Italia. La ciudad ha dado a luz a la corte medieval de los Agugliano Baldo, citado en La Divina Comedia.

## Evolución demográfica
| Gráfica de evolución demográfica de Agugliano entre 1861 y 2001 |
|                                                                 |
| Fuente ISTAT - elaboración gráfica de Wikipedia                 |

## Administración municipal
- Alcalde: Sauro Lombardi ( "lista cívica") de 13 de junio de 2004.
- Centralita: 071 909031.
- Correo electrónico: <sindaco@comune.agugliano.an.it>.